# Ikoman
Ikoman （イコマン 、1976年3月19日 - ）は、日本の音楽プロデューサー、ミキシング・エンジニア、作曲家、編曲家、マルチプレイヤー。本名は生駒 龍之介（いこま りゅうのすけ）。

## 来歴・人物
香川県出身。高校時代はギター同好会に所属していた。血液型はA型。
大塚愛、FLOW、エレファントカシマシ、Rie fu、WILD FLOWER、YUI、Younha、DUSTZ、ステレオポニー、紗希、外川陽子、鮎川麻弥、JOY、RYTHEM、倖田來未、鈴木亜美、SEKAI NO OWARI、藤田麻衣子、杉恵ゆりか、wacci、AAA 、penthouse、LAMP IN TERREN、嘘とカメレオン 、Dannie May、the engy 、ゴホウビ、…等のサウンドプロデュース、ミックス、楽曲提供、編曲、マニピュレートなどを手掛ける。
観音寺市の伊吹島のテーマソング、母校小学校の統合後の観音寺市立観音寺小学校の校歌、香川県立観音寺総合高等学校の校歌など、地元観音寺市に関わる楽曲の制作も担当した。

## 主な作品
大塚愛
デビューシングル「桃ノ花ビラ」から21枚目のシングル「I ♥ ×××」までの全作品（共編曲）
アルバム「LOVE PUNCH」「LOVE JAM」「LOVE COOK」「LOVE PiECE」（いずれも編曲）
倖田來未
アルバム・エピソード1(DJ YUTAKA)収録曲「BELIEVE」（作曲・編曲）
鈴木亜美
シングル「Like a Love?」
アルバム「DOLCE」収録「新しい日々」（編曲）
アイドリング!!!
シングル「告白」（編曲）
紗希
シングル「恋物語」「愛という言葉」（編曲）
アルバム「GREEN」収録曲「J王子」「曇りガラス」「愛という言葉」「交差点」「恋物語」「赤信号、右折だけ青」「Mr.Heaven」（編曲）
外川陽子
シングル「Together」（作曲・編曲）
AAA
シングル「Samurai heart-侍魂-」（作曲・編曲）
YUI
アルバム「FROM ME TO YOU」収録曲「Spiral & Escape」（編曲）
アルバム「FROM ME TO YOU」収録曲「TOKYO」（Piano & Strings Arrange）
シングル「TOKYO」収録曲「TOKYO」（Piano & Strings Arrange）
Rie fu
シングル「Rie who?」収録曲「decay」「Beautiful Words」（編曲）
シングル「I Wanna Go To A Place...」収録曲「I So Wanted (English Version)」（編曲）
アルバム「Rie fu」収録曲「笑って、恵みのもとへ」「Beautiful Words」「I So Wanted」「decay」「Shine」（編曲）
アルバム「Tobira Album」収録曲「Come To My Door」「On It's Way」（編曲）
RYTHEM
シングル「一人旅シャラルラン」（作曲）
FLOW
シングル「WORLD END」（編曲）
エレファントカシマシ
シングル「It's my life」（プロデュース）
かりゆし58
シングル「全開の唄」（編曲・サウンドプロデュース）
観音寺市立観音寺小学校校歌「手」